# Société internationale d'analyse bayésienne
Pour les articles homonymes, voir Isba (homonymie).
La Société internationale d'analyse bayésienne (International Society for Bayesian Analysis, ISBA) est une société savante dont le but est de promouvoir l'analyse bayésienne pour résoudre les problèmes des sciences et du gouvernement.

## Histoire
Elle a été officiellement constituée en société à but non lucratif par l'économiste Arnold Zellner et les statisticiens Gordon M. Kaufman (en) et Thomas H. Leonard (en) le 10 novembre 1992. 

## Activités
Elle publie la revue électronique Bayesian Analysis (en) et organise des rencontres mondiales tous les deux ans. 
L'ISBA est un « partenaire officiel »" des congrès statistiques conjoints (en).

## Liste des présidents
Le président de l'ISBA est élu chaque année. Le service dure généralement trois ans, car les postes de président élu et de président sortant sont également des postes officiels. 
- 1992-1996 Arnold Zellner (coprésident fondateur)
- 1992-1996 Jose-Miguel Bernardo (en) (coprésident fondateur)
- 1996-1997 Stephen Fienberg
- 1998 Susie Bayarri (en)
- 1999 John Geweke
- 2000 Philip Dawid
- 2001 Alicia Carriquiry
- 2002 David Draper
- 2003 Edward George
- 2004 Jim Berger (en)
- 2005 Sylvia Richardson
- 2006 Alan Gelfand
- 2007 Peter Green
- 2008 Christian Robert
- 2009 Mike West
- 2010 Peter Müller
- 2011 Michael I. Jordan
- 2012 Fabrizio Ruggeri
- 2013 Merlise Clyde (en)
- 2014 Sonia Petrone (en)
- 2015 Alexandra Schmidt
- 2016 Steven MacEachern
- 2017 Kerrie Mengersen
- 2018 Marina Vannucci (en)
- 2019 Raquel Prado

## Prix
La société décerne le prix DeGroot, nommé en référence au statisticien américain Morris DeGroot (1931–1989).
Parmi les lauréats figurent notamment :
- Christian Robert (2003) pour The Bayesian Choice.
- Lurdes Inoue et Giovanni Parmigiani (en) (2009), pour Decision Theory: Principles and Approaches.